# Kulturåret 1744

## Nya verk
- Qwinligit Tankespel af en Herdinna i Norden (1744-50), av Hedvig Charlotta Nordenflycht

## Födda
- 29 januari - Catharina Charlotta Swedenmarck (död 1813), finsk-svensk dramatiker
- 4 maj - Marianne von Martínez (död 1812), österrikisk kompositör
- 4 maj - Mary Moser (död 1819), engelsk konstnär
- okänt datum Gabriel Gotthard Sveidel (död 1813), finländsk kyrkomålare.
- okänt datum Cathrine Marie Møller, dansk konsthantverkare

## Avlidna
- 17 april - David Kock (född omkring 1675), svensk porträtt och djurmålare.
- 30 maj - Alexander Pope (född 1688), brittisk författare och översättare.
- Charlotte Fielding, hustru till Henry Fielding; hon stod förebild för Sophia Western i Tom Jones.
- okänt datum - Maddalena Manfredi (född 1673), italiensk poet.